# Dendropsophus limai
Dendropsophus limai (лат.) — вид земноводных из семейства квакши. Эндемик Южной Америки: Бразилия (São Vicente, São Paulo State). Встречаются во влажных тропических лесах. Вид D. limai был впервые описан в 1962 году бразильским зоологом Вернером Бокерманном (Werner Bokermann, 1929—1995) под первоначальным названием Hyla limai Bokermann, 1962.